# Chae Soo-bin
Bae Soo-bin (hangul: 배수빈; hanja: 裵秀彬; rr: Bae Su-bin; MR: Pae Supin; nascida em 10 de julho de 1994), conhecida pelo seu nome artístico Chae Soo-bin (hangul: 채수빈; hanja: 蔡秀彬; rr: Chae Su-bin; MR: Ch'ae Supin), é uma atriz sul-coreana. Ela ganhou reconhecimento por seu papel na série de televisão Love in the Moonlight (2016), e fez a transição para papéis principais com The Rebel (2017), Strongest Deliveryman (2017), I'm Not a Robot (2017–18), Where Stars Land (2018), A Piece of Your Mind (2020), Rookie Cops (2022) e The Fabulous (2022).

## Carreira

### 2014–2015: Início
Chae foi flagrada por um diretor de elenco nas ruas e ao assinar um contrato de gestão com a Toin Entertainment, ela fez sua estreia em 2014 com o filme My Dictator. Devido ao fato de que seu nome de nascimento é o mesmo que o nome artístico do ator mais popular Bae Soo-bin (nascido Yoon Tae-wook), ela recebeu o nome artístico de "Chae Soo-bin". Ela então apareceu no drama de fim de semana House of Bluebird (2015) e na série juvenil Cheer Up! (2015) que lhe rendeu seus prêmios de Melhor Nova Atriz no 4º APAN Star Awards e no 29º KBS Drama Awards.

### 2016–presente: Crescente popularidade
Chae tornou-se reconhecida por sua atuação no popular drama saeguk, Love in the Moonlight (2016), do qual ela ganhou uma indicação ao Prêmio de Excelência no 30º KBS Drama Awards. No mesmo ano, ela estrelou a peça Blackbird e o web drama chinês-sul-coreano My Catman.

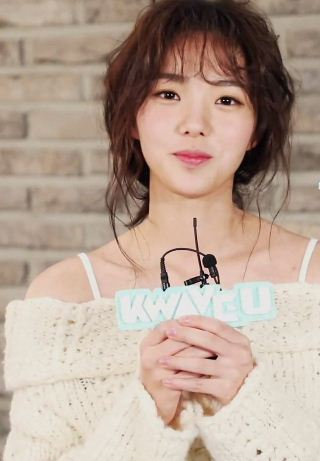
Chae em 2017

Em janeiro de 2017, ela assumiu seu primeiro papel principal no horário nobre na série histórica de televisão, The Rebel. A série foi um sucesso modesto e levou a um aumento na popularidade de Chae. Ela então estrelou o drama de romance juvenil da KBS2, Strongest Deliveryman, e o drama de comédia romântica da MBC, I'm Not a Robot. Também em 2017, Chae estrelou em "If We Were a Season", o primeiro episódio da oitava temporada da série de dramas curtos da KBS2, KBS Drama Special.
Em 2018, Chae estrelou no drama com tema de aeroporto, Where Stars Land. Seu desempenho lhe rendeu o Prêmio de Excelência no SBS Drama Awards. Chae e Lee Je-hoon, sua co-estrela, também foram nomeados embaixadores honorários do Aeroporto Internacional de Incheon. Após o término de seu contrato de gestão com a Toin Entertainment em dezembro de 2018, Chae se juntou ao King Kong pela Starship em janeiro de 2019.
Em 2020, Chae estrelou o drama romântico A Piece of Your Mind ao lado de Jung Hae-in.
Em 2021 e 2022, Chae apareceu ao lado de Gong Myung na série de videoclipes "Four Seasons Project" do cantor Kyuhyun, que consistia nos singles "Moving On", "Coffee", "Together" e "Love Story". Ela também estrelou com Jang Ki-yong no filme de comédia romântica Sweet & Sour.
Em janeiro de 2022, ela estrelou, ao lado de Kang Daniel, na série Rookie Cops do Disney+. Naquele mesmo mês, Chae estrelou em The Pirates: The Last Royal Treasure, filme sul-coreano dos gêneros aventura e época. Em 25 de maio de 2022, Chae decidiu estender seu contrato com King Kong pela Starship. Em setembro, Chae se reuniu com seus colegas de elenco do drama Love in the Moonlight para apresentarem o programa Young Actors' Retreat, da TVING. Em dezembro do mesmo ano, ela foi escalada para a série The Fabulous da Netflix.
Em janeiro de 2023, Chae foi escalado para interpretar a personagemn Viola de Lesseps na edição do 30º aniversário da produção de Shakespeare Apaixonado do Seoul Arts Center, ao lado das atrizes Jung So-min e Kim Yoo-jung. Em 24 de maio, Chae e a cantora Jo Yu-ri lançaram o single promocional "Yellow Circle" em colaboração com a marca Lipton e a agência Starship Entertainment.

## Vida pessoal
Chae é católica.

## Filmografia

### Filme
| Ano  | Título                               | Papel         | Notas                                                       | Ref.   |
| ---- | ------------------------------------ | ------------- | ----------------------------------------------------------- | ------ |
| 2014 | My Dictator                          | Crop Top Girl |                                                             |        |
| 2015 | Night With a Perfect Stranger        | Hye-jin       | Festival Internacional de Cinema de Amor de Seul: Entrada 4 |        |
| 2015 | M.Boy                                | Lee Eun-soo   |                                                             | [ 30 ] |
| 2016 | Sori: Voice From The Heart           | Kim Yoo-joo   |                                                             | [ 31 ] |
| 2019 | Rosebud                              | Hyun-ah       |                                                             | [ 32 ] |
| 2021 | Sweet & Sour                         | Da-eun        | Filme Netflix                                               | [ 21 ] |
| 2022 | The Pirates: The Last Royal Treasure | Hae-geum      |                                                             | [ 33 ] |
| 2024 | Hijack 1971                          | Ok Soon       |                                                             | [ 34 ] |
| ASA  | Omniscient Reader's Viewpoint        | Yoo Sang-ah   |                                                             | [ 35 ] |

### Séries de televisão
| Ano       | Título                                          | Papel           | Notas                | Ref.   |
| --------- | ----------------------------------------------- | --------------- | -------------------- | ------ |
| 2014      | Drama Festival – The Diary of a Resentful Woman | Shim Cheong-yi  | Drama de um episódio | [ 36 ] |
| 2015      | Spy                                             | Jo Soo-yeon     |                      | [ 37 ] |
| 2015      | House of Bluebird                               | Han Eun-soo     |                      | [ 5 ]  |
| 2015      | Cheer Up!                                       | Kwon Soo-ah     |                      | [ 11 ] |
| 2016      | Love in the Moonlight                           | Jo Ha-yeon      |                      | [ 38 ] |
| 2016      | Shopaholic Louis                                | Wang Mong-shil  | Cameo (episódio 16)  | [ 39 ] |
| 2017      | The Rebel                                       | Song Ga-ryung   |                      | [ 12 ] |
| 2017      | Strongest Deliveryman                           | Lee Dan-ah      |                      | [ 13 ] |
| 2017      | Drama Special – If We Were a Season             | Hae Rim         | Drama de um ato      | [ 15 ] |
| 2017–2018 | I'm Not a Robot                                 | Jo Ji-ah / Aji3 |                      | [ 14 ] |
| 2018      | Where Stars Land                                | Han Yeo-reum    |                      | [ 16 ] |
| 2020      | A Piece of Your Mind                            | Han Seo-woo     |                      | [ 19 ] |
| ASA       | Treat Her With Caution                          |                 |                      | [ 40 ] |
| ASA       | The Number You Have Dialed                      | Hong Hui-joo    |                      | [ 41 ] |

### Webséries
| Ano  | Título       | Papel       | Ref.   |
| ---- | ------------ | ----------- | ------ |
| 2016 | My Catman    | Mi-oh       | [ 11 ] |
| 2022 | Rookie Cops  | Go Eun-gang | [ 42 ] |
| 2022 | The Fabulous | Pyo Ji-eun  | [ 43 ] |

### Programas de televisão
| Ano  | Título                   | Papel                       | Notas                              | Ref.   |
| ---- | ------------------------ | --------------------------- | ---------------------------------- | ------ |
| 2021 | On Rent: House on Wheels | No elenco de apresentadores | com o ator da equipe The Pirates 2 | [ 44 ] |

### Web shows
| Ano  | Título                    | Papel                       | Notas                    | Ref.   |
| ---- | ------------------------- | --------------------------- | ------------------------ | ------ |
| 2022 | Young Actors' Retreat     | No elenco de apresentadores |                          | [ 24 ] |
| 2022 | Saturday Night Live Korea | Apresentadora               | Temporada 3 – Episódio 3 | [ 45 ] |

### Aparições em videoclipes
| Ano  | Título                      | Artista                             | Ref.   |
| ---- | --------------------------- | ----------------------------------- | ------ |
| 2014 | "Girlfriend"                | Uniqnote feat. Bobby Kim e Jung Yup | [ 46 ] |
| 2016 | "You Are, You Are, You Are" | Cho Hye-ri (Wax)                    | [ 47 ] |
| 2021 | "Moving On"                 | Kyuhyun                             | [ 48 ] |
| 2021 | "Coffee"                    | Kyuhyun                             | [ 49 ] |
| 2021 | "Together"                  | Kyuhyun                             | [ 50 ] |
| 2022 | "Love Story"                | Kyuhyun                             | [ 20 ] |

## Teatro

### Peças
| Ano       | Título                 | Papel               | Ref.          |
| --------- | ---------------------- | ------------------- | ------------- |
| 2012–2013 | Thursday Romance       | Seo Yi-kyung        | [ 51 ]        |
| 2016      | Blackbird              | Una                 | [ 10 ]        |
| 2019      | L'etudiante Et M.Henri | Constance Piponnier | [ 52 ]        |
| 2020–2021 | L'etudiante Et M.Henri | Constance Piponnier | [ 53 ]        |
| 2021      | L'etudiante Et M.Henri | Constance Piponnier | [ 54 ] [ 55 ] |
| 2023      | Shakespeare Apaixonado | Viola de Lesseps    | [ 26 ]        |

## Discografia
| Ano  | Título                         | Álbum                     | Gravadora                       |
| ---- | ------------------------------ | ------------------------- | ------------------------------- |
| 2017 | "That's Love"                  | The Rebel OST             | Snow Entertainment/Warner Music |
| 2017 | "Way to You"                   | Strongest Deliveryman OST | Sony Music                      |
| 2023 | "Yellow Circle" (com Jo Yu-ri) | Single sem álbum          | Starship Entertainment          |

## Prêmios e indicações
| Cerimônia de premiação | Ano  | Categoria                                               | Nomeado / Trabalho                                  | Resultado | Ref.   |
| ---------------------- | ---- | ------------------------------------------------------- | --------------------------------------------------- | --------- | ------ |
| APAN Star Awards       | 2015 | Melhor Nova Atriz                                       | House of Bluebird                                   | Venceu    | [ 56 ] |
| KBS Drama Awards       | 2015 | Melhor Nova Atriz                                       | House of Bluebird, Cheer Up!                        | Venceu    | [ 7 ]  |
| KBS Drama Awards       | 2015 | Prêmio Netizen, Atriz                                   | House of Bluebird, Cheer Up!                        | Indicado  |        |
| KBS Drama Awards       | 2015 | Prêmio de melhor casal                                  | Chae Soo-bin com Lee Sang-yeob House of Bluebird    | Indicado  |        |
| KBS Drama Awards       | 2016 | Prêmio de Excelência, Atriz em Drama Médio              | Love in the Moonlight                               | Indicado  |        |
| KBS Drama Awards       | 2017 | Melhor Atriz em Um Ato / Especial / Curta Drama         | If We Were a Season                                 | Indicado  |        |
| KBS Drama Awards       | 2017 | Prêmio de Excelência, Atriz em Minissérie               | Strongest Deliveryman                               | Indicado  |        |
| KBS Drama Awards       | 2017 | Prêmio Netizen, Atriz                                   | Strongest Deliveryman                               | Indicado  |        |
| KBS Drama Awards       | 2017 | Prêmio de melhor casal                                  | Chae Soo-bin com Go Kyung-pyo Strongest Deliveryman | Indicado  |        |
| Max Movie Awards       | 2016 | Prêmio Estrela em Ascensão                              | Sori: Voice From The Heart                          | Venceu    | [ 57 ] |
| MBC Drama Awards       | 2017 | Prêmio de Excelência, Atriz em Drama de Segunda a Terça | The Rebel                                           | Venceu    | [ 58 ] |
| MBC Drama Awards       | 2017 | Prêmio de popularidade, atriz                           | I'm Not a Robot                                     | Indicado  |        |
| SBS Drama Awards       | 2018 | Prêmio de Excelência, Atriz em Drama de Segunda a Terça | Where Stars Land                                    | Venceu    | [ 17 ] |
| SBS Drama Awards       | 2018 | Prêmio de melhor casal                                  | Chae Soo-bin com Lee Je-hoon Where Stars Land       | Indicado  | [ 59 ] |